# 11 Regiment Pieszy Grenadierów

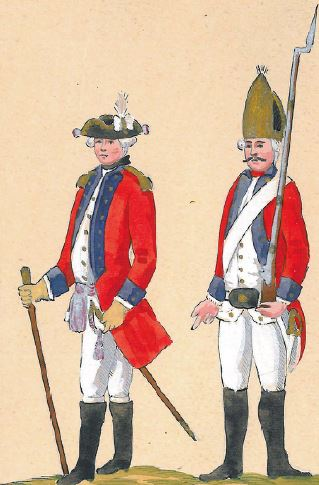
Żołnierze regimentu w 1775

11 Regiment Pieszy Grenadierów – oddział piechoty armii koronnej wojska I Rzeczypospolitej.

## Formowanie i zmiany organizacyjne
Regiment został sformowany w 1775 przez ks. Jerzego Marcina Lubomirskiego spośród żołnierzy jego nadwornej milicji. Już w 1776 musiano dokonać redukcji stanu, a stało się to przez podzielenie na dwa bataliony: pierwszy znalazł się w Kamieńcu i nazwany został Regimentem Grenadierów, drugi zaś pozostał w Lubarze i stał się prywatnym wojskiem Lubomirskego. Doprowadziło to do wielu awantur między oficerami garnizonu dubieńskiego a Lubomirskim i w konsekwencji do szeregu dymisji w grudniu 1778 i w czerwcu 1780 roku.
Początkowo regiment miał liczyć 1 000 ludzi podzielonych między dziesięć kompanii, jednak dość szybko został zredukowany do wymiarów sześciokompanijnego. Kolejny szef też nie uzyskał zgody na rozbudowę regimentu co najmniej  do ośmiu kompanii. 
Sejm roku 1776 ułożył nowy etat wojska, zmieniając znacznie jego strukturę. Regiment miał liczyć 6 kompanii, w sumie 353 żołnierzy, a praktycznie w 1778 roku 352 głowy.
W 1779 regiment (tylko batalion kamieniecki) sprzedany został majorowi artylerii J. Wittemu, który w 1788 odstąpił go Józefowi Augustowi Ilińskiemu.
W 1786 roku wprowadzono numeracje regimentów piechoty od 1 do 14. Regiment gwardii pozostał bez numeru. Regiment uzyskał numer 10. W tym też roku regiment liczył 539 żołnierzy.
Reformy Sejmu Wielkiego zwiększyły stany polskiej piechoty w poszczególnych regimentach. Etaty z października 1789 i maja 1792 roku zakładały istnienie regimentu składającego się z dwunastu kompanii uszykowanych w trzy bataliony, w tym jeden grenadierski i dwa fizylierskie. W praktyce nigdy takiej organizacji nie osiągnięto. W przededniu wojna w obronie Konstytucji 3 maja 10 regiment piechoty szefostwa Augusta Ilińskiego liczył 1042 żołnierzy.
Regiment podzielił los twierdzy kamienieckiej. 2 maja 1793 dostał się do niewoli rosyjskiej. W armii rosyjskiej nosił nazwę Mohylewskiego Pułku Muszkieterów.

## Barwy regimentu
- po 1776: wyłogi granatowe, guziki złote[11]

W roku 1789  zmieniono poważnie krój i kolor mundurów piechoty. Składał on się z kurtki zimowej koloru granatowego z wyłogami łosimi, naramiennikami złotymi, Lejbika białego ze stojącym kołnierzem, w lecie koletu sukiennego w kolorze białym z wykładkami podobnymi do wyłogów, zapinanego na guziki żółte od dołu do góry, długich białych spodni wkładanych do butów kroju węgierskiego, wysokich do kolan i wyciętych z tyłu, a wreszcie z kołpaka okrągłego filcowego, wysokiego na około 30 cm, z sukiennym wierzchem pąsowym, daszkiem i blachą mosiężną z orłem. Żołnierze nosili poza tym halsztuki i naramiennik z czarnej szmelcowanej blachy z nicianym kutasem, jako strój zaś koszarowy – kitle i furażerki. Mundury były o wiele wygodniejsze i pozwalały na większą swobodę ruchów. Strój oficerów różnił się barankowym czarnym obszyciem czapek i galonami. Roczny koszt umundurowania piechura (wraz z przymunderunkiem) wynosił 111 zł.
- podczas insurekcji kościuszkowskiej: wyłogi żółte, guziki złote[11].

## Żołnierze regimentu
W początkowych latach istnienia regimentu wielu oficerów pełniło funkcje nie zawsze odpowiadające ich stopniom. Stanowisko szefa regimentu, związane z wielkimi poborami, było najczęściej uważane za synekurę. Szefowie posiadali prawo fortragowania (przedstawiania do awansu) oficerów. Regimentem dowodził zazwyczaj pułkownik. Do 1789 roku w sztabie powinno służyć dziesięciu oficerów. Byli to: szef regimentu, pułkownik, podpułkownik, major, regimentskwatermistrz, adiutant, audytor i regimentsfelczer. Szefa i pułkownika w dowodzeniu kompaniami zastępowali kapitanowie sztabowi. W kompaniach do 1790 roku było dwóch kapitanów, sześciu poruczników i sześciu chorążych. Zatem w regimencie znajdowało się 24 oficerów wyłączając kapelana.

W 1790 roku pojawił się drugi major, ponownie trzeci kapitan z kompanią i trzeci kapitan sztabowy, siódmy i ósmy porucznik, siódmy i ósmy chorąży i ośmiu podporuczników. Trudno stwierdzić czy w 1790 pojawił się drugi adiutant. Nie jest wykluczone, że por. Niezabitowski do końca pełnił funkcję pierwszego adiutanta, a Chłopicki w 1790 awansował na drugiego adiutanta. Podniosło to liczbę etatową oficerów do 39 osób, lub do 40 z ewentualnym drugim adiutantem.
Szefowie
- książę Jerzy Marcin Lubomirski (gen. lejtn.),
- Józef de Witte (mjr art. kor. 19 kwietnia 1779),
- Janusz Stanisław Iliński (17 kwietnia 1788).

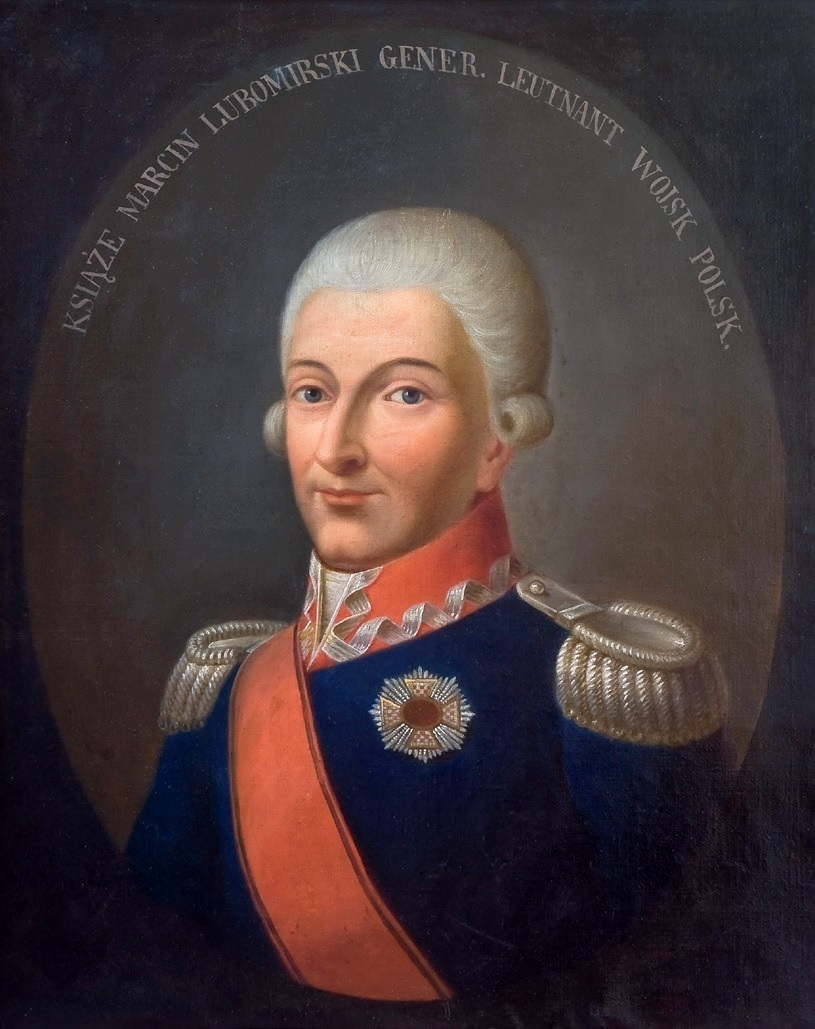
Jerzy Lubomirski
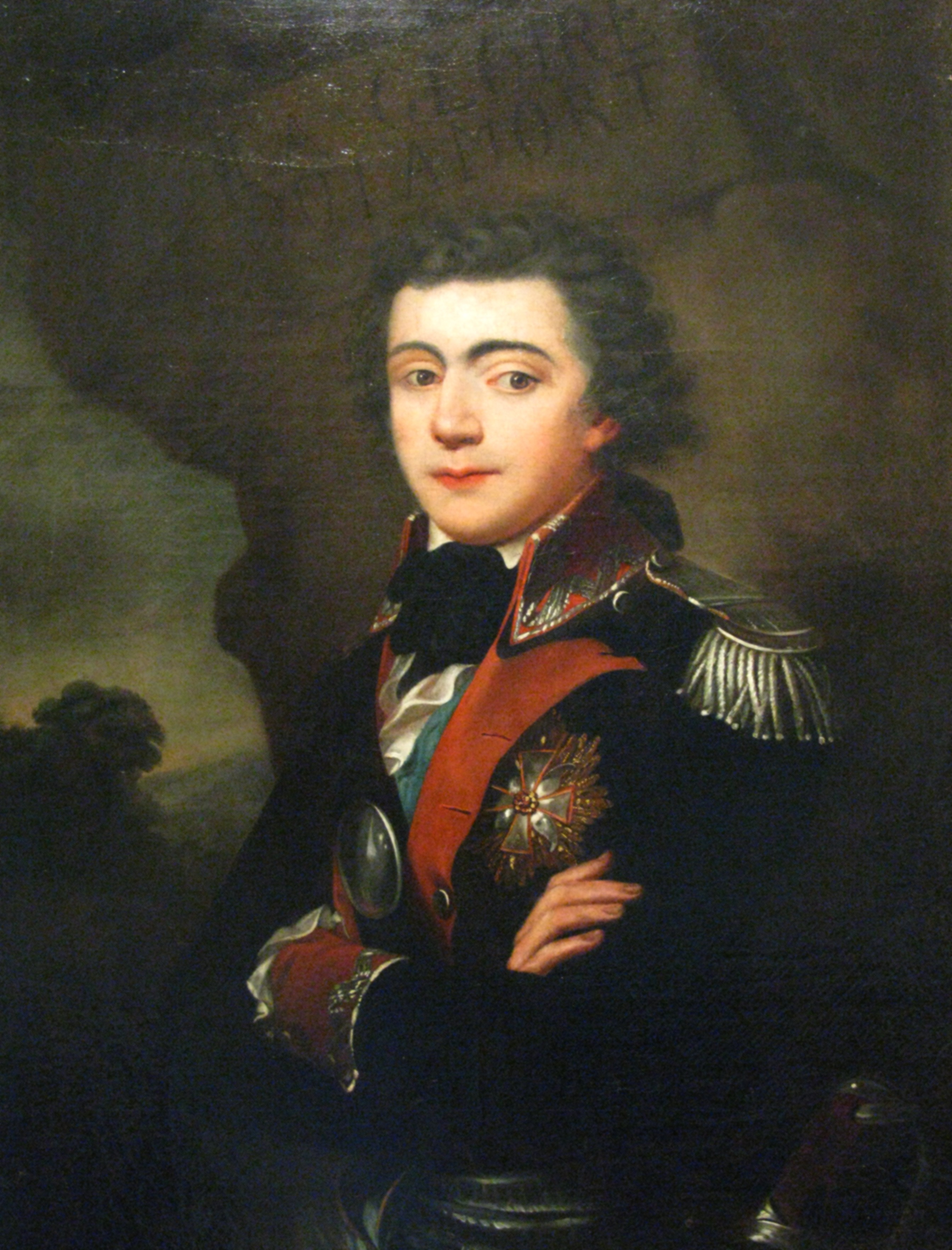
Janusz Iiński

Pułkownicy
- gen. mjr Jan Franciszek de Pouppart (do 1790),
- Maksymilian Sierakowski (1790).

## Walki regimentu

11 Regiment Pieszy Koronny uczestniczył w 1792 w VII wojnie polsko-rosyjskiej toczonej w obronie Konstytucji 3 Maja. Szef: Janusz Stanisław Iliński. Stan osobowy: 1426 ludzi.
Bitwy i potyczki
- bitwa pod Boruszkowcami (15 czerwca 1792),
- bitwa pod Zieleńcami (17 czerwca 1792)

## Hierarchia regimentu
Regiment grenadierów w latach 1788-1789 miał numer 10. Wiosną 1790 na krótko spadł na miejsce 12., by w II połowie kwietnia tegoż roku odzyskać nr 11. Pod tym numerem pozostał do końca swojej historii.
Schemat:
- regiment pieszy grenadierów (1775-1786) → regiment 10 pieszy grenadierów (1788-1790) → regiment 12 pieszy grenadierów (1790) → regiment 11 pieszy grenadierów (1790-1793) ↘ 2 V 1793 przejęty przez wojska rosyjskie i przemianowany na Mohylewski pułku muszkieterów